# Renala Khurd
Renala Khurd é uma cidade do Paquistão localizada na província de Punjab.